# Wilson Ferretti
Wilson Ferretti (Coira, 15 ottobre 1985) è un giocatore di football americano svizzero con cittadinanza italiana che gioca nel ruolo di offensive tackle per i Frogs Legnano.
Anche i suoi fratelli Federico e Orfeo sono giocatori di football americano.

## Palmarès
- 1 Herbst Cup A/B (Calanda Broncos, 2020)
- 3 Italian Bowl (Seamen Milano, 2014, 2015, 2017)